# Satama-Sokoro
Satama-Sokoro  è una città, sottoprefettura e comune della Costa d'Avorio, situata nel dipartimento di Dabakala. Conta una popolazione di 18 209 abitanti (censimento 2014).